# Museo storico nazionale dell'Ucraina
Il Museo storico nazionale dell'Ucraina (in ucraino Національний музей історії України?, Nacional'nyj muzej istoriï Ukraïny) è il più importante museo storico dell'Ucraina, situato nella parte più antica di Kiev.

## Storia

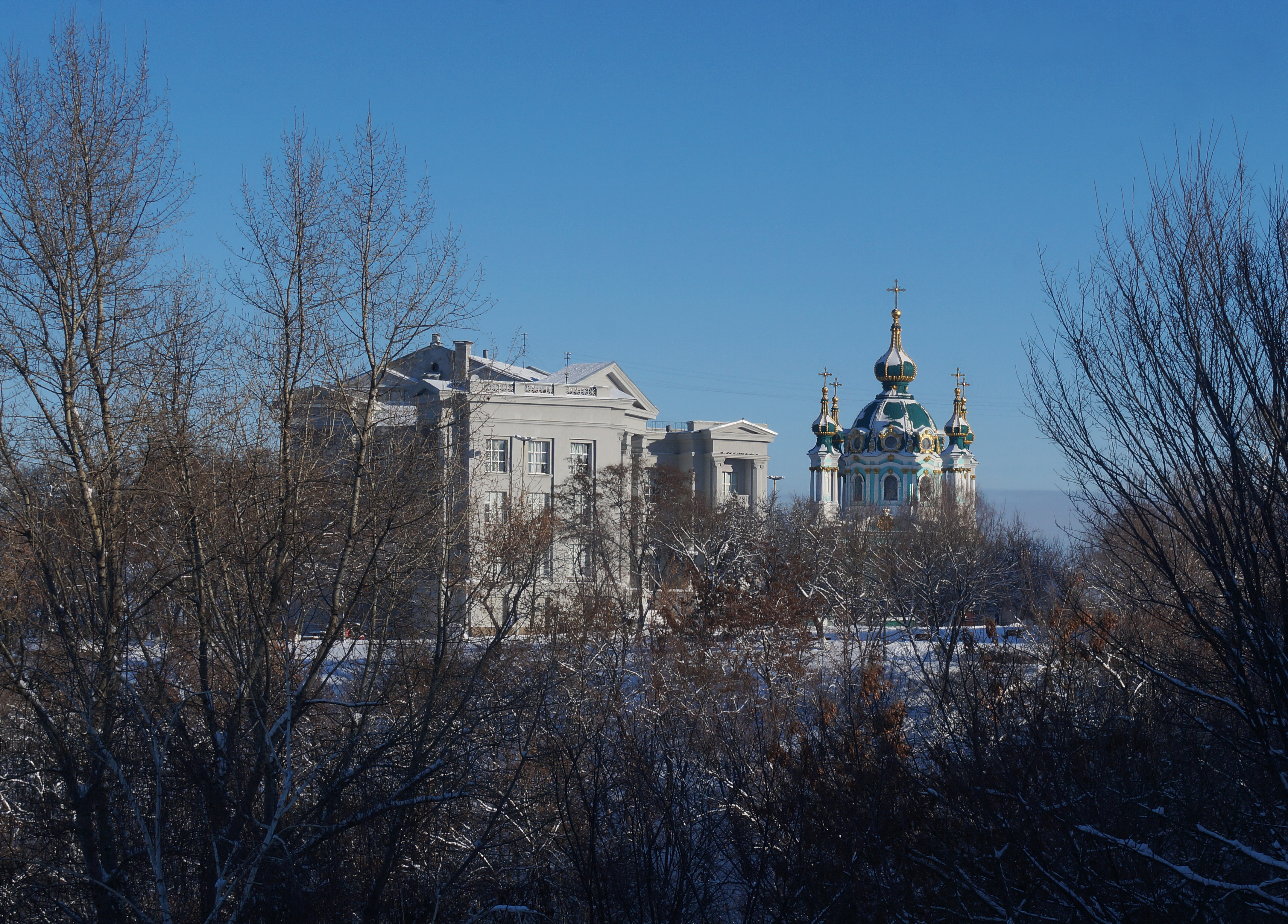
Il museo con la vicina chiesa di Sant'Andrea

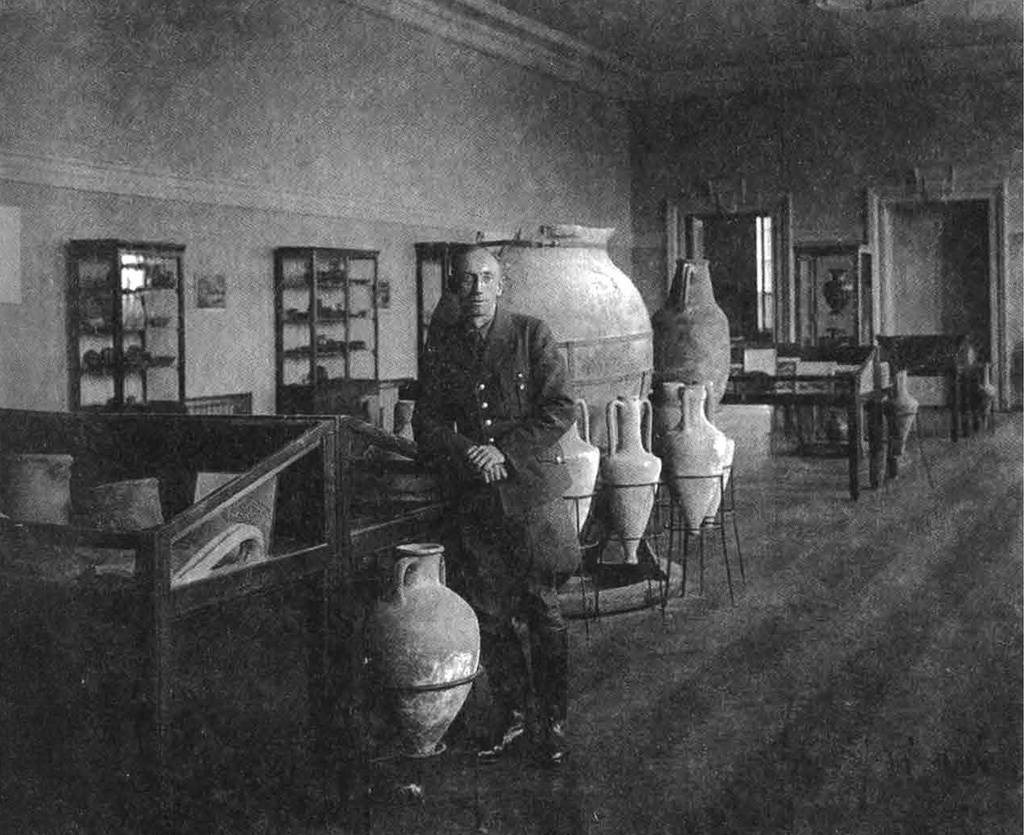
Una sala espositiva nel 1942

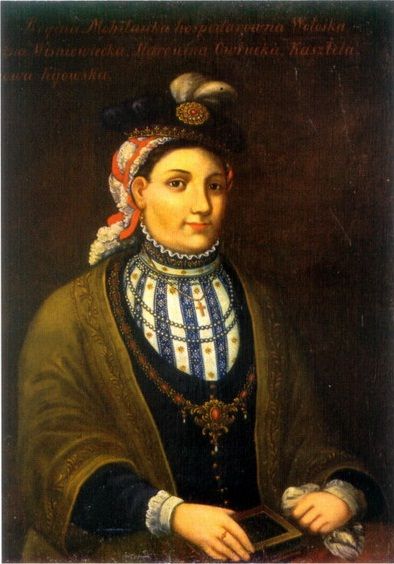
Ritratto della regina Mohylanka

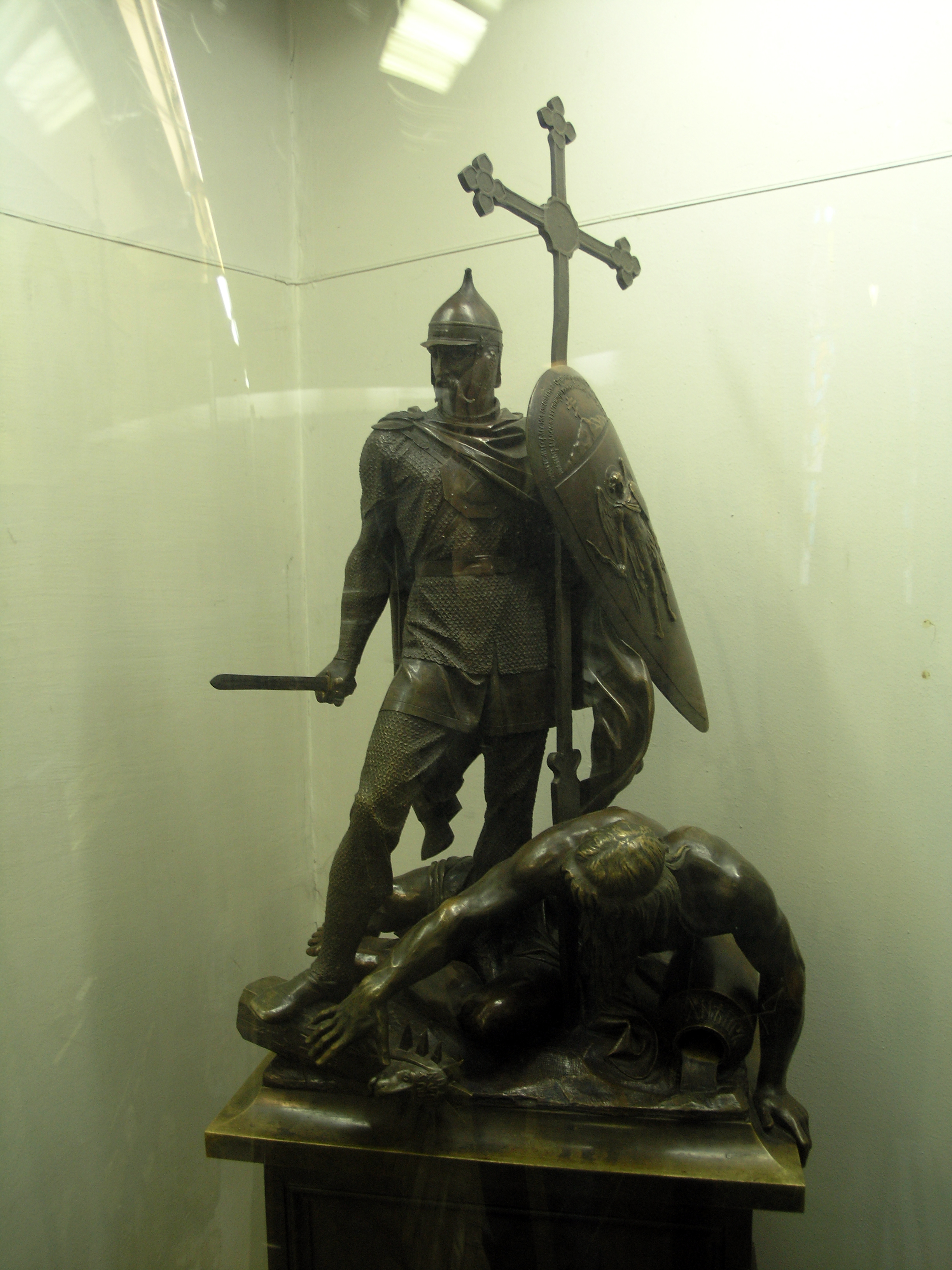
Statua che raffigura Vladimiro il Grande nella galleria del museo

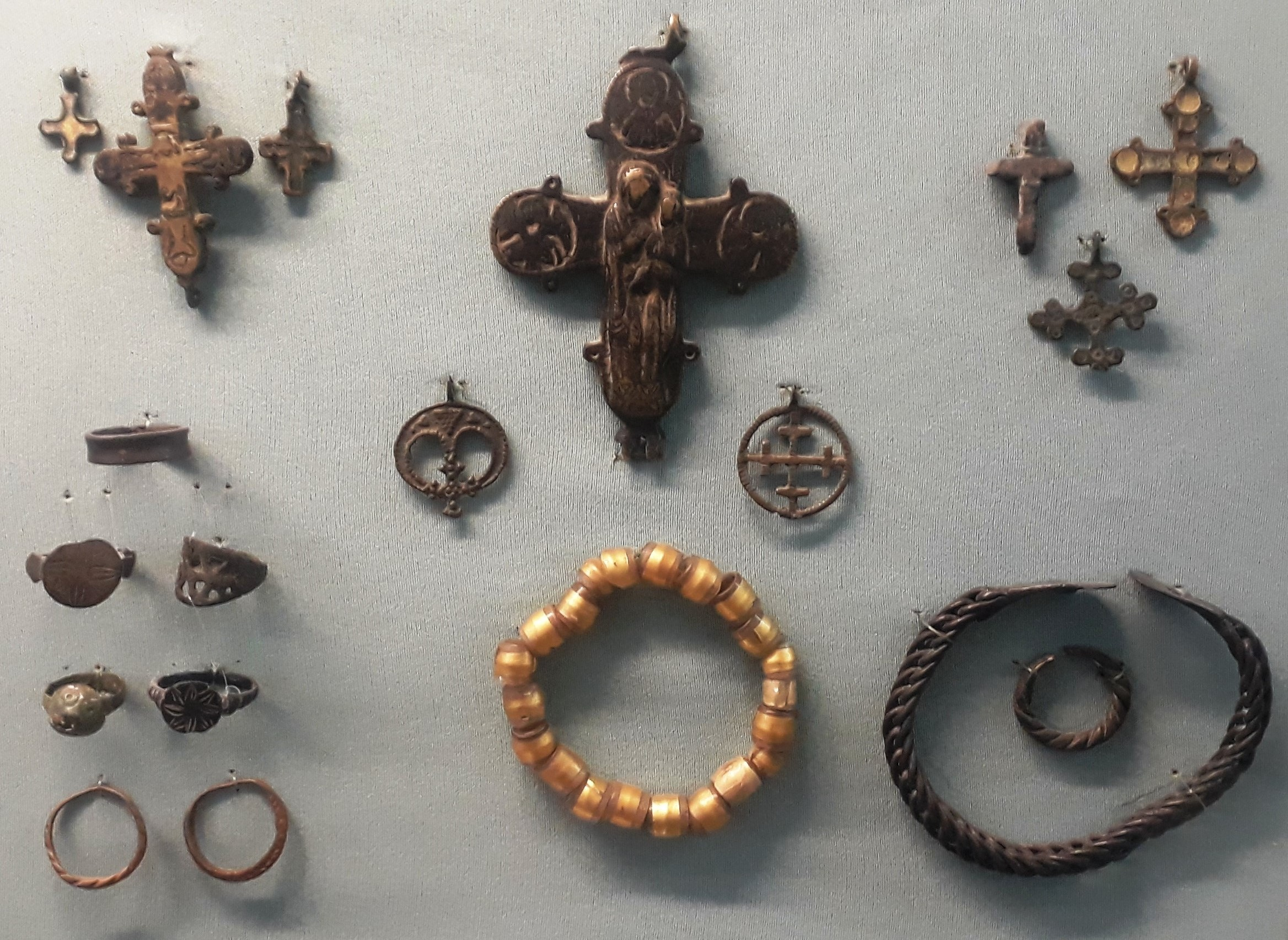
Parte di una vetrina dell'esposizione

Il museo è stato fondato a Kiev nel 1899. L'edificio sede recente del museo è stato costruito tra il 1937 e il 1939 da Josip Karakis ed era stato pensato per diventare una scuola d'arte.
Tra il 1941 e il 1943 molti pezzi in esposizione e non precedentemente evacuati furono trasferiti in Germania in particolare nell'ambito della confisca di proprietà appartenenti agli ebrei e massoni nei territori occupati dalla Wehrmacht. Solo dopo la fine della seconda guerra mondiale fu possibile riaprire le sale ai visitatori e fu necessario sostituire le opere sottratte con altre provenienti di diversi musei ucraini. La dissoluzione dell'Unione Sovietica, nel 1991, ha portato alla sostituzione della precedente denominazione (Museo Storico di Stato della Repubblica Socialista Sovietica Ucraina) con quella recente.

## Descrizione
L'edificio si trova in posizione dominate, sull'altura nella parte vecchia della città, accanto alla chiesa di Sant'Andrea. Il palazzo ha un aspetto neoclassico con parte centrale caratterizztata dal grande frontone triangolare sostenuto da colonne poliedriche doriche e da due ali simmetriche di minore ampiezza entrambe con un piccolo frontone.

## Collezioni
Le collezioni sono tra le più complete dell'Ucraina con circa 800000 reperti dei quali circa 22000 esposti in modo permanente che interessano:
- etnografia
- archeologia
- numismatica
- stampe antiche e manoscritti
- dipinti
- sculture
- armi
- cimeli del movimento di liberazione nazionale ucraino del XX secolo e altri reperti storici